# Grottenhof (Wald)
Grottenhof ist ein zusammenhängendes Waldgebiet im Süden des Gemeindegebietes der Stadt Treuchtlingen im mittelfränkischen Landkreis Weißenburg-Gunzenhausen. Der Wald war bis zur Gemeindegebietsreform in Bayern ein Gemeindefreies Gebiet.

## Geographie

### Lage
Das Gebiet befindet sich inmitten des Naturparks Altmühltal im Süden des Landkreises Weißenburg-Gunzenhausen. Die Grenze zum schwäbischen Landkreis Donau-Ries verläuft im Westen. Das Waldgebiet befindet sich nördlich von Gundelsheim, südlich von Windischhausen, südwestlich von Treuchtlingen, südöstlich von Auernheim und östlich des Uhlbergs. Grottenhof liegt im Hahnenkamm, einem Höhenzug der Fränkischen Alb. Im Westen beginnt die Monheimer Alb, im Osten die Weißenburger Alb.
Im Norden grenzen die Orte Hagenhof, Freihardt, Ober- und Unterheumödern an, im Westen liegt Siebeneichhöfe, im Süden Spielhof und Eichhof, im Osten Möhren. Der Wald wird von einigen Flurwegen und Landstraßen durchzogen. Im Norden liegen die Berge Moselstein und Kirschbühl, im Westen der Uhlberg, der Hausberg und der Kühberg.

### Naturschutz
Das Waldgebiet liegt im Landschaftsschutzgebiet Schutzzone im Naturpark Altmühltal.

### Naturräumliche Zuordnung
Der Grottenhof gehört in der naturräumlichen Haupteinheitengruppe Fränkische Alb (Nr. 08), in der Haupteinheit Südliche Frankenalb (082) und in der Untereinheit Altmühlalb (082.2) zum Naturraum Hahnenkammalb (082.20), wobei der östliche Teil des Waldgebiets in der Oberen Altmühlalb (082.22) liegt.